# The Tour of Life
The Tour of Life är den brittiska sångerskan Kate Bushs första turné. Den pågick under april och maj 1979 och gav upphov till livealbumet Live at Hammersmith Odeon.

## Program
- Arts Centre, Poole, Storbritannien (2 april)
- Empire, Liverpool, Storbritannien (3 april)
- Hippodrome, Birmingham, Storbritannien (4 april)
- Hippodrome, Birmingham, Storbritannien (5 april)
- New Theatre, Oxford, Storbritannien (6 april)
- Gaumont, Southampton, Storbritannien (7 april)
- Hippodrome, Bristol, Storbritannien (9 april)
- Apollo Theatre, Manchester, Storbritannien (10 april)
- Apollo Theatre, Manchester, Storbritannien (11 april)
- Empire Theatre, Sunderland, Storbritannien (12 april)
- Usher Hall, Edinburgh, Storbritannien (13 april)
- The Palladium, London, Storbritannien (16 april – 20 april)
- Konserthuset, Stockholm, Sverige (24 april)
- Falkoneer Theatre, Köpenhamn, Danmark (26 april)
- Congress Centrum, Hamburg, Tyskland (28 april)
- Carré Theatre, Amsterdam, Nederländerna (29 april)
- Liederhalle, Stuttgart, Tyskland (2 maj)
- Circus Krone, München, Tyskland (3 maj)
- Gürzenich, Köln, Tyskland (4 maj)
- Théâtre des Champs-Élysées, Paris, Frankrike (6 maj)
- Rosengarten, Mannheim, Tyskland (8 maj)
- Jahrhunderthalle, Frankfurt, Tyskland (10 maj)
- Hammersmith Odeon, London, Storbritannien (12 maj)
- Hammersmith Odeon, London, Storbritannien (13 maj)